# 牧野彩佳
牧野 彩佳（まきの あやか、1986年7月4日 - ）は、日本の女性ファッションモデル（正式には読者モデル）である。大阪府出身。本人のアメーバブログによると、2010年6月に結婚されており、現在は、モデルとしての活動はあまりせず、子育てに専念しているらしい。

## 人物
- 神戸松蔭女子学院大学短期大学部出身。

## 出演番組
- 『ちりちりドクモちゃん』

### 雑誌
- 『HONEY girl』（英知出版）
- 『Vivi』（講談社）
- 『JJ』（光文社）
- 『bis』（光文社）